# Alexander Elbrächter
Alexander Elbrächter (* 20. Februar 1908 in Herford; † 10. Mai 1995 in Hannover) war ein deutscher Politiker (DP, CDU).

## Leben und Beruf
Nach dem Besuch von Volksschule und Oberrealschule studierte Elbrächter in Freiburg im Breisgau und Göttingen Chemie. 1931 promovierte er zum Dr. rer. nat und wurde Assistent am Physikalisch-Chemischen Institut der Universität Göttingen. Ein Jahr später wurde er betriebsleitender Nahrungsmittelchemiker beim Backpulverhersteller Reese in Hameln, einer Tochterfirma der Dr. August Oetker KG. 1942 wurde er zum Kriegsdienst eingezogen, geriet aber schon ein Jahr später in Kriegsgefangenschaft, aus der er 1948 entlassen wurde.
Nach seiner Rückkehr nach Hameln war Elbrächter dort wieder als Chemiker bei Reese tätig, aber auch als Lobbyist für die Dr. August Oetker KG im Bundestag aktiv.

## Partei
Elbrächter gehörte seit 1947 der Deutschen Partei an. Am 20. Juni 1958 verließ er diese und trat vier Tage später der CDU bei. 1963 war an der Gründung des CDU-Wirtschaftsrates beteiligt.

## Abgeordneter
Seit 1952 war Elbrächter Ratsherr in Hameln und Vorsitzender Gemeinschaftsfraktion von DP, CDU, FDP und Mittelstandsblock. Er gehörte dem Deutschen Bundestag von 1953 bis 1969 an. Dort brachte er 1954 gemeinsam mit seinem DP-Fraktionskollegen Hans-Joachim von Merkatz den Entwurf eines Gesetzes zur Ordnung des Ingenieurberufes ein. 1964 setzte er sich gemeinsam mit seiner CDU-Fraktionskollegin Irma Blohm dafür ein, das Ladenschlussgesetz zu ändern und zu erlauben, dass Ladengeschäfte freitags bis 21 Uhr geöffnet bleiben können. Vom 27. Februar bis zum 8. Oktober 1958 war er auch Mitglied des Europaparlaments.